# Kroatiens demografi
Kroatiens demografi inkluderar befolkningstäthet, etnicitet, utbildningsnivå, befolkningens hälsa, ekonomisk status, religion och andra aspekter om befolkningen.